# Cantharellus alboroseus
Cantharellus alboroseus é uma espécie de fungo pertencente à família Cantharellaceae.